# Гель (Німеччина)
Гель (нім. Göhl) — громада в Німеччині, розташована в землі Шлезвіг-Гольштейн. Входить до складу району Східний Гольштейн. Складова частина об'єднання громад Ольденбург-Ланд.
Площа — 21,2 км2. Населення становить 1119 ос. (станом на 31 грудня 2020).